# Naoto Kamifukumoto
Naoto Kamifukumoto (上福元 直人?, Kamifukumoto Naoto; Wakaba-ku, 17 novembre 1989) è un calciatore giapponese, portiere dello Shonan Bellmare.

## Carriera
Ha giocato nella prima divisione giapponese.

## Statistiche

### Presenze e reti nei club
Statistiche aggiornate al 10 luglio 2024.
| Stagione                 | Club                     | Campionato               | Campionato | Campionato | Coppe nazionali | Coppe nazionali | Coppe nazionali | Coppe continentali | Coppe continentali | Coppe continentali | Altre coppe | Altre coppe | Altre coppe | Totale | Totale |
| Stagione                 | Club                     | Comp                     | Pres       | Reti       | Comp            | Pres            | Reti            | Comp               | Pres               | Reti               | Comp        | Pres        | Reti        | Pres   | Reti   |
| ------------------------ | ------------------------ | ------------------------ | ---------- | ---------- | --------------- | --------------- | --------------- | ------------------ | ------------------ | ------------------ | ----------- | ----------- | ----------- | ------ | ------ |
| 2010                     | Juntendo Daigaku         | -                        | -          | -          | CG              | 1               | 0               | -                  | -                  | -                  | -           | -           | -           | 1      | 0      |
| 2012                     | Oita Trinita             | J2                       | 0          | 0          | CG              | 0               | 0               | -                  | -                  | -                  | -           | -           | -           | 0      | 0      |
| gen.-mag. 2013           | Oita Trinita             | J1                       | 0          | 0          | CdL             | 0               | 0               | -                  | -                  | -                  | -           | -           | -           | 0      | 0      |
| mag.-giu. 2013           | Machida Zelvia           | JFL                      | 0          | 0          | -               | -               | -               | -                  | -                  | -                  | -           | -           | -           | 0      | 0      |
| lug.-dic. 2013           | Oita Trinita             | J1                       | 0          | 0          | CG              | 0               | 0               | -                  | -                  | -                  | -           | -           | -           | 0      | 0      |
| 2014                     | Oita Trinita             | J2                       | 0          | 0          | CG              | 0               | 0               | -                  | -                  | -                  | -           | -           | -           | 0      | 0      |
| 2015                     | Oita Trinita             | J2                       | 8          | -10        | CG              | 1               | -1              | -                  | -                  | -                  | -           | -           | -           | 9      | -11    |
| 2016                     | Oita Trinita             | J3                       | 19         | -18        | CG              | 2               | -1              | -                  | -                  | -                  | -           | -           | -           | 21     | -19    |
| 2017                     | Oita Trinita             | J2                       | 38         | -46        | CG              | 0               | 0               | -                  | -                  | -                  | -           | -           | -           | 38     | -46    |
| Totale Oita Trinita      | Totale Oita Trinita      | Totale Oita Trinita      | 65         | -74        |                 | 3               | -2              |                    | -                  | -                  |             | -           | -           | 68     | -76    |
| 2018                     | Tokyo Verdy              | J2                       | 42+3       | -41 + -2   | CG              | 0               | 0               | -                  | -                  | -                  | -           | -           | -           | 45     | -43    |
| 2019                     | Tokyo Verdy              | J2                       | 42         | -59        | CG              | 0               | 0               | -                  | -                  | -                  | -           | -           | -           | 42     | -59    |
| Totale Tokyo Verdy       | Totale Tokyo Verdy       | Totale Tokyo Verdy       | 87         | -102       |                 | 0               | 0               |                    | -                  | -                  |             | -           | -           | 87     | -102   |
| 2020                     | Tokushima Vortis         | J2                       | 37         | -28        | CG              | 2               | -2              | -                  | -                  | -                  | -           | -           | -           | 39     | -30    |
| 2021                     | Tokushima Vortis         | J1                       | 34         | -45        | CG+CdL          | 0               | 0               | -                  | -                  | -                  | -           | -           | -           | 34     | -45    |
| Totale Tokushima Vortis  | Totale Tokushima Vortis  | Totale Tokushima Vortis  | 71         | -73        |                 | 2               | -2              |                    | -                  | -                  |             | -           | -           | 73     | -75    |
| 2022                     | Kyoto Sanga              | J1                       | 31+1       | -31 + -1   | CG+CdL          | 0+2             | 0 + -4          | -                  | -                  | -                  | -           | -           | -           | 34     | -36    |
| 2023                     | Kawasaki Frontale        | J1                       | 12         | -12        | CG+CdL          | 1+5             | -1 + -5         | ACL                | 1                  | -2                 | -           | -           | -           | 19     | -20    |
| gen.-lug. 2024           | Kawasaki Frontale        | J1                       | 8          | -15        | CG              | 1               | -3              | -                  | -                  | -                  | SG          | 1           | 0           | 10     | -18    |
| Totale Kawasaki Frontale | Totale Kawasaki Frontale | Totale Kawasaki Frontale | 20         | -27        |                 | 7               | -9              |                    | 1                  | -2                 |             | 1           | 0           | 29     | -38    |
| ago.-dic. 2024           | Shonan Bellmare          | J1                       | 0          | 0          | CG              | 0               | 0               | -                  | -                  | -                  | -           | -           | -           | 0      | 0      |
| Totale carriera          | Totale carriera          | Totale carriera          | 275        | -308       |                 | 15              | -17             |                    | 1                  | -2                 |             | 1           | 0           | 292    | -327   |

## Palmarès

### Club

#### Competizioni nazionali
- J3 League: 1

Oita Trinita: 2016
- J2 League: 1

Tokushima Vortis: 2020
- Coppa dell'Imperatore: 1

Kawasaki Frontale: 2023
- Supercoppa del Giappone: 1

Kawasaki Frontale: 2024